# Narathura salvia
Narathura salvia är en fjärilsart som beskrevs av Evans 1957. Narathura salvia ingår i släktet Narathura och familjen juvelvingar. Inga underarter finns listade i Catalogue of Life.